# Bivatuzumab mertansine
Il bivatuzumab mertansine è una combinazione di bivatuzumab (un anticorpo monoclonale umanizzato) e mertansine (un agente citotossico). Esso è studiato nel trattamento del carcinoma a cellule squamose.
Il target molecolare del farmaco è l'antigene: CD44 v6.

### Bivatuzumab mertansine
- (EN) L. Harivardhan Reddy e Patrick Couvreur, Macromolecular Anticancer Therapeutics, Springer, 1º giugno 2009,  pp. 361–, ISBN 978-1-4419-0506-2.
- (EN) Tod W. Speer, Targeted Radionuclide Therapy, Lippincott Williams & Wilkins, 15 novembre 2010,  pp. 1–, ISBN 978-0-7817-9693-4.
- (EN) Mark E. Bunnage, New Frontiers In Chemical Biology, Royal Society of Chemistry, 26 novembre 2010,  pp. 235–, ISBN 978-1-84973-125-6.
- (EN) Paul Jackson, New Developments in Metastasis Suppressor Research, Nova Publishers, 1º aprile 2007,  pp. 56–, ISBN 978-1-60021-603-9. URL consultato il 28 marzo 2011.